# Shu Xiuwen
Dans ce nom chinois, le nom de famille, Shu, précède le nom personnel Xiuwen.
Pour les articles homonymes, voir Shu.
Shu Xiuwen (1915 - 17 mars 1969), également romanisée sous le nom de Shu Hsiu-wen, est une actrice chinoise de cinéma et de théâtre, ainsi que la première actrice de doublage en Chine. Elle grandit dans la pauvreté mais se fait un nom dans l'industrie du théâtre et du film de Shanghai avant la Seconde guerre sino-japonaise, puis dans la capitale de la guerre, Chongqing. Elle joue dans de nombreux films et pièces de théâtre, y compris son film le plus acclamé, Les Larmes de Yangzi, et est reconnue comme l'une des quatre meilleures actrices de Chine. 
Après la fondation de la république populaire de Chine en 1949, Shu est élue à la Conférence consultative politique du peuple chinois (CCPPC) et à l'Assemblée nationale populaire. Cependant, elle est gravement persécutée au début de la révolution culturelle de 1966 jusqu'à son décès en 1969. 
Shu est connue pour sa polyvalence et ses performances ont grandement influencé les générations futures d'acteurs chinois. En 2005, elle est élue comme l'un des 100 meilleurs acteurs des 100 ans du cinéma chinois. 

## Biographie

### Jeunesse
Shu Xiuwen est née à Anqing, dans la province d'Anhui, en 1915. Elle a trois sœurs. Son grand-père était un érudit confucianiste éminent, mais sa famille s'est appauvrie depuis. Quand elle a six ans, sa famille s'installe à Pékin où son père enseigne dans une école secondaire. Quand Shu est au lycée, son père perd son emploi et elle est forcée d'abandonner ses études pour aider sa mère à la maison. Ses parents deviennent alors dépendants de l'opium et s'endettent. Son père essaye de la vendre pour rembourser ses dettes, mais elle s'échappe et travaille comme escort et danseuse dans un club de la rue East Chang'an pour survivre. 

### Début de carrière

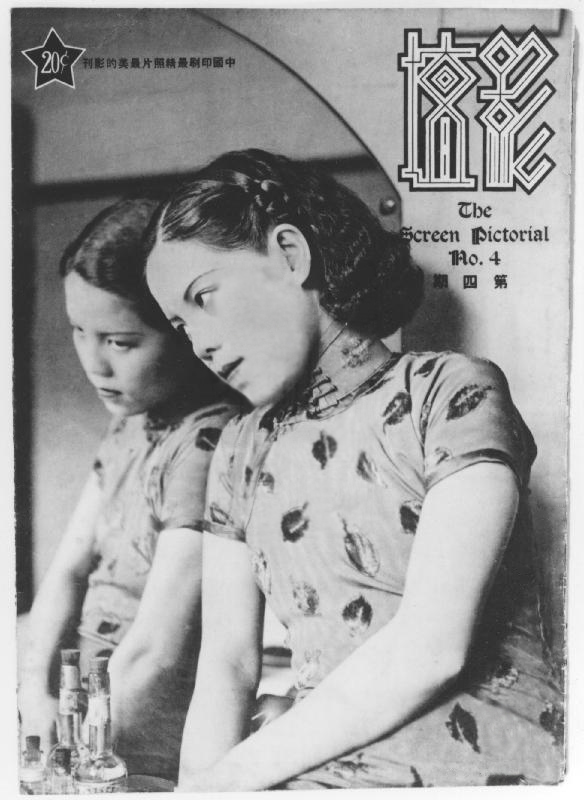
Shu sur la couverture de The Screen Pictorial.

Considérant son travail humiliant, Shu Xiuwen, alors âgée de 16 ans, quitte Pékin pour Shanghai au printemps 1931 afin de rechercher de meilleures opportunités. Elle trouve un travail d'enseignante en mandarin à la Société cinématographique Tianyi et double la chanteuse de Sing-Song Girl Red Peony (1931), le premier film sonore en Chine, devenant ainsi la première doubleuse du pays,. Elle est également présentée à Chen Yumei (en), l'actrice vedette de la société, qui donne à Shu un rôle mineur dans le film Une fille nommée Yunlan (芸兰姑娘, 1932). 
Son expérience d'actrice lui permet de trouver du travail avec la troupe Jimei Song and Dance Troupe. Bien que la troupe se soit dissoute peu de temps après, grâce à ses relations professionnelles, elle peut se joindre à la troupe de théâtre Mayflower dirigée par le célèbre dramaturge de gauche Tian Han. Cependant, le gouvernement du Kuomintang dissout la troupe à cause ses pièces de gauche et arrête l'ami de Shu, Gui Jiangong. L'expérience l'incite à s'impliquer activement dans les mouvements de gauche. Lorsque Tian Han forme une nouvelle troupe appelée Spring and Autumn, Shu Xiuwen le rejoint et en devient devenue l'actrice principale. Elle interprète de nombreuses pièces de théâtre telles que Death of a Star, Seven Women in the Storm et Killing of an Infant. 
Après Tian Han, Shu rejoignit la Société cinématographique Yihua en 1932 et devint officiellement une actrice de cinéma. Elle joue dans la série Survival de Tian Han et Raging Waves of the China Sea de Yang Hansheng,. En 1934, elle rejoint la Société cinématrographique Mingxing. Au cours des trois années suivantes, elle joue dans au moins 15 films. Deux films qu'elle co-vedette avec Hu Die, Peach Flowers After Calamity et Fragrant by Night, sont acclamés par la critique. Au fur et à mesure que sa carrière s'épanouit, elle fait venir ses parents et ses sœurs à Shanghai et les soutient financièrement. 

### Guerre
Lorsque la deuxième guerre sino-japonaise éclate en 1937, les studios de cinéma de Shanghai sont en grande partie détruits lors de la Bataille de Shanghai. Shu rejoint l'exode massif de réfugiés vers la capitale du temps de guerre, Chongqing, où elle travaille pour le Studio cinématographique chinois dirigé par le gouvernement. Elle joue dans plusieurs films tels que Defend Our Land, A Good Husband et Frontier Storm. En se rendant en Mongolie intérieure pour tourner un film, elle visite à la base communiste de Yan'an et est reçue par Mao Zedong. 
De 1941 à 1946, Shu se consacre au théâtre antijaponais et patriotiques telles que Thunderstorm (pièce de théâtre) (en) et Sunrise du célèbre dramaturge Cao Yu. Ses interprétations établissent sa réputation comme l'une des « Quatre grandes actrices de théâtre de Chine » avec Bai Yang, Qin Yi et Zhang Ruifang,. 
Shu retourne à Shanghai après la fin de la guerre en 1945. Elle joue dans plusieurs films acclamés, dont Killer, Weakness, Your Name Is Woman et le film le plus célèbre de sa carrière, Les Larmes du Yangzi. En 1948 et 1949, pendant la guerre civile chinoise, Shu se rend à Hong Kong et joue le rôle principal dans Flowers Fall in Spring City, Way of Love et Wild Fire, Spring Wind.

### Chine communiste

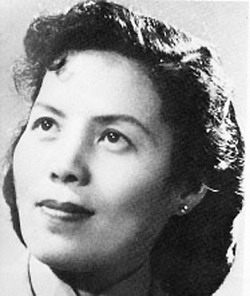
Shu Xiuwen dans les années 1950

Après la création de la république populaire de Chine en 1949, Shu revient à Shanghai pour travailler pour le Studio de cinéma de la ville. Transférée à Pékin en 1957, elle devient directrice artistique adjointe du Théâtre d'art populaire de Pékin. Durant cette période, elle apparaît dans les films Female Driver et Li Shizhen, et dans les pièces de théâtre Le pousse-pousse et Guan Hanqing. 
Shu est élue à la 1re Conférence consultative politique du peuple chinois, aux 2e et 3e Congrès populaires nationaux, au comité exécutif de la Fédération des femmes de Chine et à la Fédération chinoise des cercles littéraires et artistiques. Elle est également directrice générale de la China Theatre Association et de la China Film Association. 
Comme beaucoup de professionnels du cinéma et du théâtre, Shu Xiuwen est gravement persécutée au début de la révolution culturelle en 1966. Elle ne survit pas à la persécution et meurt le 17 mars 1969 à l'âge de 54 ans. 

## Héritage
On se souvient de Shu Xiuwen comme l'une des plus grandes actrices de son époque, pour sa polyvalence. Elle est en mesure de jouer un grand nombre de rôles différents au cinéma et sur scène. Dans Flowers Fall in Spring City, elle interprète deux personnages très différents : une femme rurale pauvre et sa fille qui a été élevée dans la richesse de la grande ville. Ses performances ont grandement influencé les générations suivantes d’acteurs chinois. 
En 2005, Shu est élue parmi les 100 meilleurs acteurs des 100 ans du cinéma chinois. 